# Lijst van premiers van Sint Maarten
De minister-president van Sint Maarten is de voorzitter van de ministerraad van Sint Maarten. Het ambt bestaat sinds 10 oktober 2010 toen Sint Maarten, na de opheffing van de Nederlandse Antillen, een land werd binnen het Koninkrijk der Nederlanden.

## Premiers van Sint Maarten (2010-heden)
| Premier          | Premier                      | Ambtstermijn     | Ambtstermijn        | Partij | Kabinet                        |
| ---------------- | ---------------------------- | ---------------- | ------------------- | ------ | ------------------------------ |
|                  | Sarah Wescot-Williams (1952) | 10 oktober 2010  | 21 mei 2012         | DP     | Wescot-Williams I              |
| 21 mei 2012      | Sarah Wescot-Williams (1952) | 14 juni 2013     | Wescot-Williams II  | DP     |                                |
| 14 juni 2013     | Sarah Wescot-Williams (1952) | 19 december 2014 | Wescot-Williams III | DP     |                                |
|                  | Marcel Gumbs (1953)          | 19 december 2014 | 19 november 2015    | DP     | Gumbs                          |
|                  | William Marlin (1950)        | 30 oktober 2001  | 8 november 2005     | NA     | Marlin I                       |
| 20 december 2016 | William Marlin (1950)        | 24 november 2017 | Marlin II           | NA     |                                |
|                  | Rafael Boasman (1953)        | 24 november 2017 | 15 januari 2018     | USP    | Marlin II (demissionair)       |
|                  | Leona Marlin-Romeo (1973)    | 15 januari 2018  | 25 juni 2018        | UD     | Marlin-Romeo I                 |
| 25 juni 2018     | Leona Marlin-Romeo (1973)    | 10 oktober 2019  | Marlin-Romeo II     | UD     |                                |
|                  | Wycliffe Smith (1948)        | 10 oktober 2019  | 19 november 2019    | SMCP   | Marlin-Romeo II (demissionair) |
|                  | Silveria Jacobs (1968)       | 19 november 2019 | 28 maart 2020       | NA     | Jacobs I                       |
| 28 maart 2020    | Silveria Jacobs (1968)       | 3 mei 2024       | Jacobs II           | NA     |                                |
|                  | Luc Mercelina (1964)         | 3 mei 2024       | heden               | URSM   | Mercelina                      |